# 富永資広
富永 資広（とみなが すけひろ）は、戦国時代から安土桃山時代の武将。

## 略歴
富永氏は三河国幡豆郡室城の城主で、同国の名家・吉良氏譜代の家臣。資広は東条城主の吉良義昭に仕えた。永禄4年（1561年）善明堤の戦いでは松平好景の家臣で、武勇で知られた近藤弥右衛門を討ち取る殊功を挙げている。
その後吉良氏が徳川家康に屈服するとこれに従い、同郡津平城主で東条松平家の家老を務めた松井忠次（松平康親）の配下となる。元亀元年（1570年）織田信長への援軍として忠次らともに近江に出陣し、六角承禎の軍勢と戦っている（志賀の陣）。元亀3年（1572年）三方ヶ原の戦いの際には眼病のために従軍しなかったが、合戦に敗れて浜松城に逃げ戻った家康に問われ、敵軍は飯炊きの準備をしていないから城が攻められることはないだろうと述べて家康を感心させたという。
その後、家康の嫡男・松平信康に気に入られて信康付きとなり、天正3年（1575年）長篠の戦いに従軍。同年の遠江小山城の戦いでは、撤退戦の戦術を献策して全軍撤退を成功させた。天正7年（1579年）信康が自害すると松平康親の元へ戻され、天正10年（1582年）からは康親や一族ととも駿河三枚橋城に在番した。徳川氏の関東転封後の文禄4年（1595年）に没。